# جانفرانکو دانجلو
جانفرانکو دانجلو (ایتالیایی: Gianfranco D'Angelo؛ زادهٔ ۱۹ اوت ۱۹۳۶) بازیگر، کمدین، فیلم‌نامه‌نویس و خواننده اهل ایتالیا است.
او در زمینهٔ کمدی سکسی سبک ایتالیایی و فیلم‌های درجه ب فعالیت داشت.
از فیلم‌های او می‌توان به محافظ شخصی، سفیدبرفی و همراهان، اگر انجامش بدی، توی دردسر می‌افتی، خوش‌زبان را ببین، من زامبی، تو زامبی، او زامبی، تعطیلات زمستانی، مرد لاتینو… تحت تعقیب، یک خدمتکار سیاه‌پوست خوشگل، به‌خاطر عشق پوپیا، معلم علوم تجربی، جووانی، خوش‌تیپ و احتمالاً ثروتمند، دختر دبیرستانی، معلم مدرسه، دخترک سرباز در مانورهای بزرگ نظامی، ممنون… مادربزرگ، راننده تاکسی، خانم معلم به دبیرستان پسرانه می‌رود، کلاس مختلط، ریمینی ریمینی - یک سال بعد، دختر دبیرستانی در کلاس رفوزه‌ها و اعترافات یک پلیس زن اشاره کرد.